# Mario Bois
Pour les articles homonymes, voir Bois (patronyme).
Mario Bois est un écrivain et éditeur musical français né en 1934.
Il passe son enfance à Bayonne, sort diplômé d'HEC, fait son service militaire en Afrique du Nord et aux États-Unis, puis s'installe à Paris où il devient éditeur musical.
Il travaille alors avec Iannis Xenakis, avec Igor Stravinsky et avec Mikis Théodorakis. Il devient le gestionnaire des droits de Rudolf Noureev avec lequel il se lie d'amitié. Parallèlement à son métier d'éditeur musical, il écrit de nombreux livres dont des recueils de nouvelles et des romans, comme La Fête d'Avril, publié en 1977.
Dans les années quatre-vingt-dix, il préside le conseil international de la danse auprès de l'UNESCO.

## Parcours
- 1954: Diplômé d'HEC et de la British Chamber of Commerce
- 1954-1957: 3 ans de service militaire comme officier de marine de réserve en Afrique du Nord et aux États-Unis
- 1958-1959: Secrétaire de Louis Merlin, créateur d'Europe 1
- 1959-1968: Direction des éditions musicales Boosey & Hawkes France.
- Longue relation amicale avec Igor Stravinsky
- Publication des premières œuvres de Iannis Xenakis
- 18 soirées radiodiffusées dans les locaux de l'édition, consacrées à et en présence de : Olivier Messiaen, Francis Poulenc, André Jolivet, Alberto Ginastera, Aaron Copland, Iannis Xenakis, Henri Sauguet, Joseph Kosma, Henry Barraud, Serge Lifar.
- Premières en France d'opéras de Benjamin Britten et de Leoš Janáček
- 1964: Mariage avec Claire Motte, danseuse étoile de l'Opéra de Paris, Chevalier de la Légion d'honneur (24 mars 1988), décédée à 48 ans.
  - Deux enfants.
- 1968: Direction des éditions Salabert
- 1969-1975: Production d'une cinquantaine d'émissions pour la télévision française sur la musique ou le ballet dont:
  - Cadences (magazine hebdomadaire): 20 émissions
  - 15 Grands pas classiques avec les étoiles de l'Opéra
  - 12 Arcana (co-produit avec Maurice Le Roux)
  - 1 film (FR3) : Don Juan, Figaro, Carmen à Séville
  - 4 soirées à la Cinémathèque de la danse
- Administration de la Compagnie de danse contemporaine Anne Béranger, création de 18 ballets (Maurice Béjart, Igor Blaska, Lorca Massine (en), Milko Sparembleck, débuts de Carolyn Carlson).
- Près de 400 représentations en France et à l'étranger.
- À partir de 1969: Création des éditions Mario Bois (BMB)
- Publication de nombreux ballets (Roland Petit, Maurice Béjart, Pierre Lacotte, Joseph Lazzini, Flemming Flindt) et d'œuvres de Laurent Petitgirard, Georges Delerue, Jean Prodromidès, Antoine Duhamel, Marius Constant, Alain Kremski, James Williamson, Mikis Théodorakis, John Lanchbery (en), et une douzaine d'œuvres d'Offenbach rétablies dans leur orchestration originale.
- Longue relation avec Rudolf Noureev
- Gestion de droits chorégraphiques de Serge Lifar, Pierre Lacotte, Lorca Massine et de tous les ballets de Rudolf Noureev.
- 1996-1999 : Présidence du Conseil international de la danse auprès de l'UNESCO
- 2000 : Chevalier des arts et des lettres
- 2008 : Le BMB reçoit le Grand Prix de la SACEM
- 2016 : Officier des Arts et des Lettres
- Traductions en français :
  - Igor Stravinsky : Le déluge (oratorio)
  - Alberto Bruni Tedeschi : Secundatto (opéra)
  - Le meuble rouge (opéra)
  - Emmerich Kálmán : Princesse Czardas (opérette : plus de 600 représentations)
  - Le roi tzigane (opérette)
  - Jerome Kern : Show Boat (comédie musicale)
  - James Williamson : 9 opéras pour enfants
  - Benjamin Britten : Requiem de guerre
  - Richard Strauss : Enoch Arden (mélodrame)
  - Alberto Ginastera : Bomarzo (cantate)
  - Ferenc Farkas : Panier de fruits (12 mélodies)
  - Mikis Théodorakis : Grands poètes grecs (160 chants)
  - Pablo Neruda : Canto Général (extraits)
  - Federico Garcia Lorca : les chansons
- Anthologie discographique :
  - La grande musique espagnole (8 CD)
  - La Sevillana (5 CD)
  - Grandes figures du flamenco (20 CD): primée à Paris, Londres, Tokyo
- Arguments de ballets, contes, 35 poèmes mis en musique, émissions de radio, nombreuses conférence à Paris (dont 3 à l'Institut de France), Bordeaux, Avignon, Royan, Beyrouth, Helsinki, Taormina, Séville, Dakar, Berlin, Athènes, New York, Corfou, Vienne, Barcelone, Melbourne.

## Publications
- Entretiens avec Xenakis, Londres, Boosey Hawkes, ed. BMB.
- Rudolf Noureev, souvenirs, ed. Plume, Paris.
- Près de Stravinsky, souvenirs, Paris, Marval.
- La Fête des taureaux, nouvelles, ed. Max Fourny, Paris.
- Claire Motte ballerine, ed. Veyrier, Paris.
- Flamenco (1000 coplas), prix de la Maison de la poésie, Paris, ed. Max Fourny
- La vague à l'âme, poèmes, ed. BMB.
- Manet: tauromachies et autres thèmes espagnols, ed. Plume.
- Carmen Amaya ou la danse du feu, ed. Espasa Calpe, Madrid, ed. Metro Verlag, Berlin.
- Le Taureau des Fêtes, ed. BMB.
- La Fête d'Avril, roman, ed. BMB.
- Le Flamenco, Prix des Muses de la Ville de Paris, ed. Marval, Paris.
- La Trilogie de Séville: Don Juan, Figaro, Carmen, ed. Marval, Prix de l'Institut de France.
- Beethoven et l'Hymne de l'Europe, ed. Atlantica, Biarritz.
- Une plaisanterie musicale, 1600 anecdotes musicales, ed. Seguier, Paris.
- Quand Clym dessine la musique, ed. Séguier.
- Le temps d'apprendre à vivre, ed. Séguier.
- Le taureau des fêtes et la fête des taureaux, réédition, ed. Séguier.
- La cantate de Leipzig, nouvelle, ed. Archipel, Paris.
- A bas Don Juan, bouffonnerie sévillane, ed. Archipel.

## Décorations
Le 10 février 2016, Mario Bois est nommé au grade d'officier de l'ordre des Arts et des Lettres.
Le 31 décembre 2019, il est nommé au grade de chevalier dans l'ordre national de la Légion d'honneur au titre de « président-fondateur d'une maison d'édition spécialisée en musique et en danse, écrivain ; 64 ans de services ».